# Adelpha sichaeus
Adelpha sichaeus is een vlinder uit de onderfamilie Limenitidinae van de familie Nymphalidae. De wetenschappelijke naam van de soort werd als Heterochroa sichaeus in 1865 gepubliceerd door Arthur Gardiner Butler.